# (3282) Spencer Jones
(3282) Spencer Jones (1949 DA) est un astéroïde de la ceinture principale, découvert le 19 février 1949 à l'observatoire Goethe Link près de Brooklyn, dans l'Indiana. Il a une magnitude absolue de 13,3, nommé d'après Harold Spencer Jones.